# Intolerable Acts

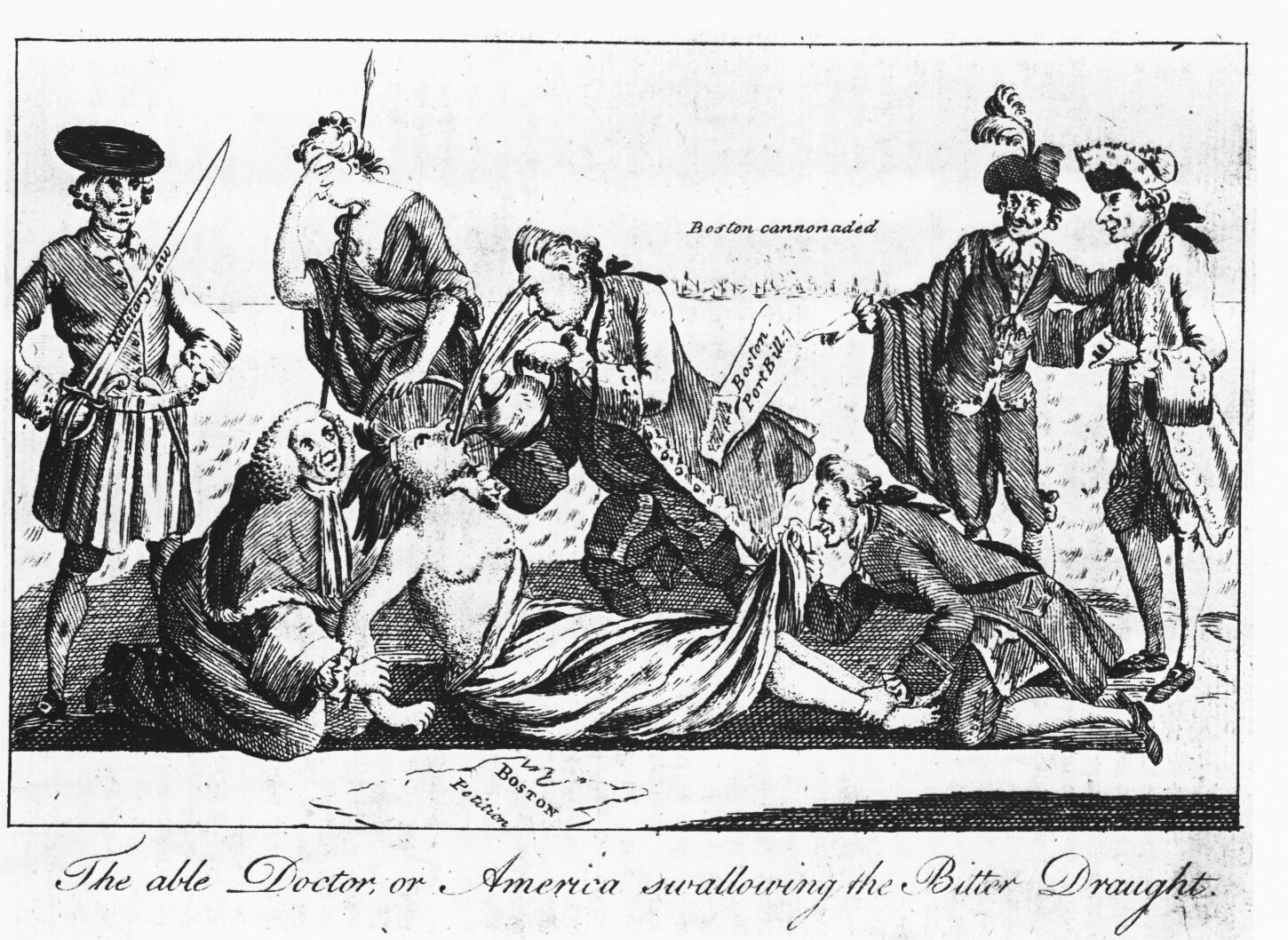
Vergewaltigung der Personifizierung Bostons durch die Briten, diese britische Zeichnung wurde von Paul Revere vervielfältigt und verbreitete sich rasch über die Kolonien

Intolerable Acts (deutsch Unerträgliche Gesetze), auch Coercive Acts (englisch: coercive = Zwangsmittel) ist eine aus den 13 Amerikanischen Kolonien stammende Bezeichnung für eine fünfteilige Reihe von Gesetzen, die das britische Parlament 1774 aufgrund der zunehmenden Unruhen in den 13 Amerikanischen Kolonien, vor allem aber in Boston (Massachusetts), hier als Strafmaßnahme infolge der Boston Tea Party, verabschiedete. Die Erhebung dieser Gesetze stieß auf eine große Ablehnung in den Kolonien und trug zum Ausbruch des Unabhängigkeitskrieges und zur späteren Bildung der USA bei.
Die Intolerable Acts bestanden aus fünf Teilen:
- Durch den Boston Port Act wurde der Hafen von Boston für den Handel geschlossen.
- Der Massachusetts Government Act verbot Versammlungen in den Städten und widerrief die Gründungsurkunde der Kolonie.
- Der Impartial Administration of Justice Act entzog alle britischen Beamten der Rechtsprechung der Gerichte von Massachusetts.
- Der Quartering Act besagte, dass die Kolonisten den britischen Soldaten Quartiere stellen mussten.
- Der Quebec Act schlug weite Teile des amerikanischen Hinterlandes der mehrheitlich französischsprachigen und katholischen Kolonie Québec zu.

Auch andere Kolonien hielten diese Gesetze für unerträglich und leisteten daher Massachusetts Unterstützung. Der Vorschlag von Virginia, dass die Kolonien zusammen gegen die britische Regierung arbeiten, führte im September 1774 zum ersten Kontinentalkongress.